# Serreta de les Cantarelles
La Serreta de les Cantarelles o serreta de les Cantrelles és una petita serra situada als termes municipals de Freginals i Ulldecona a la comarca del Montsià.
És una serra baixa i regular amb una elevació màxima de 240,1 metres. La serreta de les Cantarelles és un contrafort oriental de la serra de Godall. S'estén al sud-est de forma paral·lela a la cadena muntanyosa principal, a la zona del poble de les Ventalles.